# مقاطعة بارك (مونتانا)
مقاطعة بارك (بالإنجليزية: Park County)‏ هي إحدى مقاطعات ولاية مونتانا في الولايات المتحدة الأمريكية.

## أعلام
- مالكولم نولز
- ريكي ماكورميك